# Bure (Godjam)
Pour les articles homonymes, voir Bure.
Bure (ou « Burie ») est une ville de l'ouest de l'Éthiopie, située dans la zone Mirab Godjam de la région Amhara. C'est aussi, depuis la subdivision de l'ancien woreda Bure Wemberma, un woreda à part entière : le woreda Bure.
Elle se trouve à 2 091 mètres d'altitude. Elle compte 25 084 habitants au recensement de 2011.
Début 2022, la population urbaine du woreda Bure est estimée, par projection des taux de 2007, à 30 269 personnes tandis que sa population rurale est estimée à 163 790 personnes.